# Vickers F.B.14

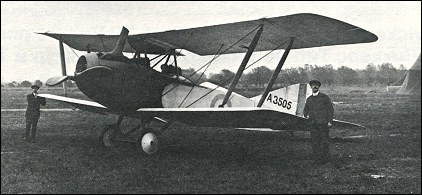

Vickers F.B.14 là một loại máy bay tiêm kích/trinh sát hai tầng cánh của Anh, do hãng Vickers Limited thiết kế chế tạo.

## Biến thể
F.B.14
F.B.14A
F.B.14D
F.B.14F

## Quốc gia sử dụng
Anh Quốc
- Quân đoàn Không quân Hoàng gia

## Tính năng kỹ chiến thuật (F.B.14)
Dữ liệu lấy từ Vickers Aircraft since 1908 
Đặc điểm tổng quát
- Kíp lái: 2
- Chiều dài: 28 ft 5 in (8.66 m)
- Sải cánh: 39 ft 6 in (12.04 m)
- Chiều cao: 10 ft 0 in (3.05 m)
- Diện tích cánh: 427 ft2 (39.7 m2)
- Trọng lượng rỗng: 1662 lb (755 kg)
- Trọng lượng có tải: 2603 lb (1183 kg)
- Động cơ: 1 × Beardmore, 160 hp (119 kW)

Hiệu suất bay
- Vận tốc cực đại: 99,5 mph ( km/h)
- Thời gian bay: 3 giờ  45 phút
- Trần bay: 10.000 ft (3.050 m)

Vũ khí trang bị
- 1 × súng máy Vickers.303 in (7,7 mm)
- 1 × súng máy Lewis.303 in (7,7 mm)